# 奥威尔的名单
奥威尔的名单（英語：Orwell's list）是英国作家乔治·奥威尔于1949年去世前为英国外事办公室下设的负责反共宣传活动的信息调查部提供的一份名单，其中包括了奥威尔认为不适合从事相关工作的作家等人物。其副本于2003年由《卫报》发表，原件后由外事办公室公布。

## 背景
信息調查部是英國外交部的一個秘密宣傳部門，致力於信息戰、反共產主義和親殖民宣傳。這個部門由克萊曼·艾德禮的工黨政府於1948年成立，是英國歷史上最大的外交部和運行時間最長的秘密政府宣傳部門。奧威爾的密友西莉亞·柯萬（Celia Kirwan）剛開始在稅務局擔任羅伯特·康奎斯特（Robert Conquest）的助手，她於1949年3月拜訪了在療養院治療結核病的奧威爾。奧威爾寫了一份他認為同情斯大林主義、因此不適合擔任該部作家的人的名單，並將其附在給基爾萬的一封信中。奧威爾的名單基於他自1940年代中期以來一直保存的的私人筆記本。内容包含大不列顛共產黨的成員，特工和同情者。這本筆記本現在存放在倫敦大學學院的奧威爾檔案館，共包含135人。十個名字被劃掉了，要么是因為這個人已經死了，要么是因為奧威爾認為他們既不是共產主義的秘密支持者。

## 反響
在2003年正式公开之前，英国媒体对这份名单已经了解了好几年。1996年，《独立报》在一篇标题为 "奥威尔的小名单让左派喘不过气来 "的文章中讨论了这份名单和名单上的人。工党前领导人、奥威尔的朋友邁克爾·富特感到 "惊讶"。
记者和活动家诺曼·麦肯锡也在名单上，他指出：「结核病人往往在最后阶段会变得非常奇怪。我贊同奥威尔，我同意他对苏联的看法，但我认为他有點陷入疯狂了。奧威爾讓他減輕了對《新政治家》人群，還有那些在西班牙为人民阵线（在其成为共产党控制之后）提供掩护的左派、业余爱好者、多愁善感的社会主义者的厌恶。」
伯纳德-克里克为奥威尔想要帮助战后工党政府辩护。他说：「他这样做是因为他认为共产党是极权主义的威胁，」他说。「他不是在谴责这些人是颠覆分子。他是在谴责他们不适合进行反间谍行动。」
记者兼作家亚历山大·科伯恩对奥威尔的行为提出了强烈的批评，他把笔记本称为「一份告密者名单」。科伯恩抨击奥威尔将保罗-罗伯逊描述为「反白人」，指出罗伯逊曾为帮助威尔士的煤矿工人而开展活动。科克伯恩还说，这份名单揭示了奥威尔是一个偏执狂：「奥威尔的粉丝们，不管是左派还是右派，似乎普遍同意轻轻地避开奥威尔对犹太人、同性恋者和黑人的怀疑」。
《奥威尔全集》的编辑彼得-戴维森教授说，真正感到失望的是那些自称在名单上却没有的人。
历史学家约翰·纽辛格认为这「是他的一个可怕的错误，在同等程度上源于他对斯大林主义的敌意和对工党政府的幻觉。然而，这当然不等于放弃社会主义事业或转变为冷战中的一名士兵。事实上，奥威尔在许多场合明确表示，他反对任何英国的麦卡锡主义，反对对共产党员的任何禁令和禁制（他们当然没有对此作出回应）以及任何预防性战争的概念。如果他活得足够长，意识到信息調查部的实际目的，毫无疑问，他将与之决裂」。
记者尼尔·阿舍森对奥威尔向信息調查部提供信息的决定提出批评，称「决心揭露斯大林主义的愚蠢和大清洗的规模，与投身于谴责你所认识的人的事业之间是有区别的。」

## 名單

### 記者和作家
- 「奥尔德雷德」（Aldred），小說家，可能是盖·奥尔德雷德（英语：Guy Aldred）
- John Anderson，曼徹斯特衛報通訊記者
- John Beavan，編輯
- Arthur Calder-Marshall，作家
- 愛德華·霍列特·卡爾，歷史學家，外交官
- Isaac Deutscher，前托派，經濟學人和觀察者報通訊記者
- Cedric Dover，記者
- Walter Duranty，紐約時報莫斯科記者
- Douglas Goldring，小說家
- "Major Hooper" (Arthur Sanderson Hooper)，軍事史家
- Alaric Jacob，二戰期間的主莫斯科記者
- Marjorie Kohn，記者
- Stefan Litauer，記者
- Norman Ian MacKenzie，新政治家助理編輯
- Kingsley Martin，新政治家編輯
- Hugh MacDiarmid，詩人、蘇格蘭民族主義者
- 内奥米·密契森，小說家
- Nicholas Moore，詩人
- Iris Morley，二戰期間觀察者報的主莫斯科記者
- R. Neumann，小說家
- George Padmore，特立尼达记者和反帝国主义活动家
- 拉尔夫·帕克（Ralph Parker），《新闻纪事》的记者
- J. B. Priestley，小说家和剧作家
- Peter Smollett，每日快報記者，金·費爾比手下的間諜
- Margaret Stewart，《论坛》（Tribune）雜誌通訊作者
- Alexander Werth，記者

### 學者和科學家
- Patrick Blackett，物理學家
- Gordon Childe，考古学家
- John Macmurray，哲學家
- Tibor Mende，外事分析师
- J. G. Crowther，《衛報》第一位科學記者

### 演員
- 查理·卓别林
- 迈克尔·雷德格雷夫

### 工黨
- Bessie Braddock
- Tom Driberg
- Michael Foot
- John Platts-Mills
- Stephen Swingler

### 其他
- Joseph Macleod，作家、戲劇導演
- Peadar O'Donnell，愛爾蘭社會主義者
- Leonard Schiff，牧师
- Edgar Young，軍人

## 筆記本中提到的其他人
- 亞歷克斯·康福特（英语：Alex Comfort），和平主義作家
- 南希·丘納德（英语：Nancy Cunard），左翼活動家
- 凱瑟琳·赫本，女演員
- 哈羅德·拉斯基，經濟學家
- 塞西爾·戴-劉易斯，詩人
- 艾倫·納恩·梅（英语：Alan Nunn May），科學家
- 肖恩·奧凱西，劇作家
- 蕭伯納，劇作家
- 約翰·史坦貝克，小說家
- 蘭德爾·斯溫格勒（英语：Randall Swingler），詩人
- A·J·P·泰勒，歷史學家
- 奧森·威爾斯，電影導演
- 所罗门·祖克曼（英语：Solly Zuckerman, Baron Zuckerman），科學家

## 外部鏈接
- . BBC. 2019-04-26  [2020-08-24]. （原始内容存档于2020-12-16）.